# Mănăstirea Chevetogne

Mănăstirea benedictină Chevetogne, cu biserica de rit bizantin în dreapta imaginii

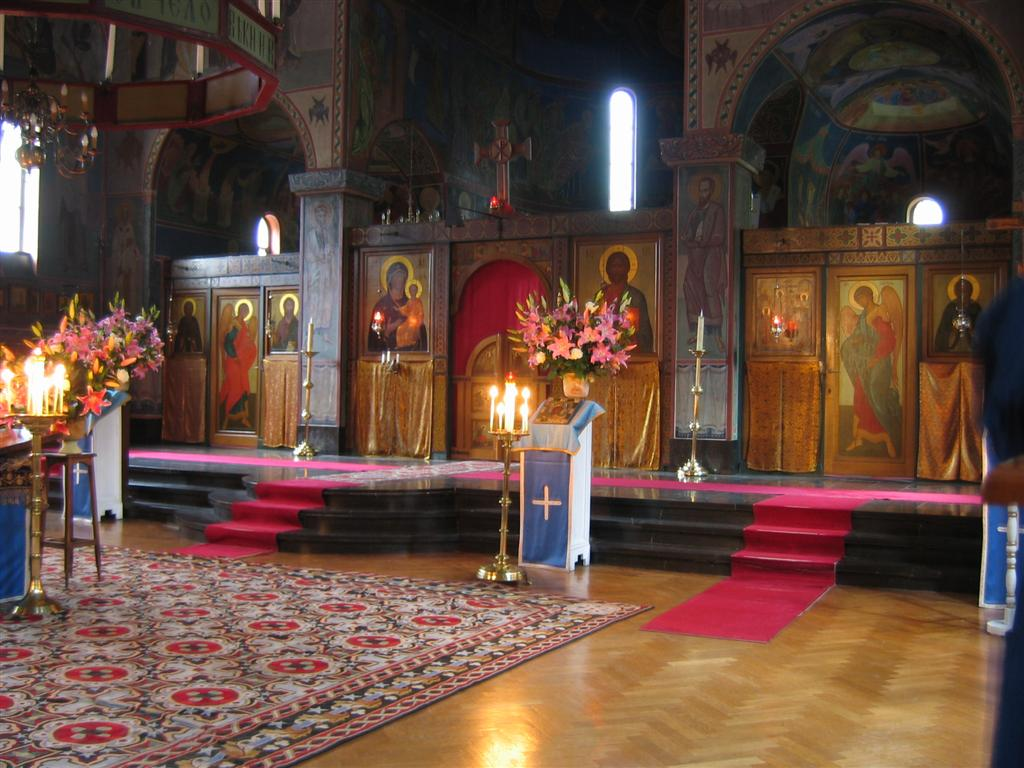
Interiorul bisericii bizantine

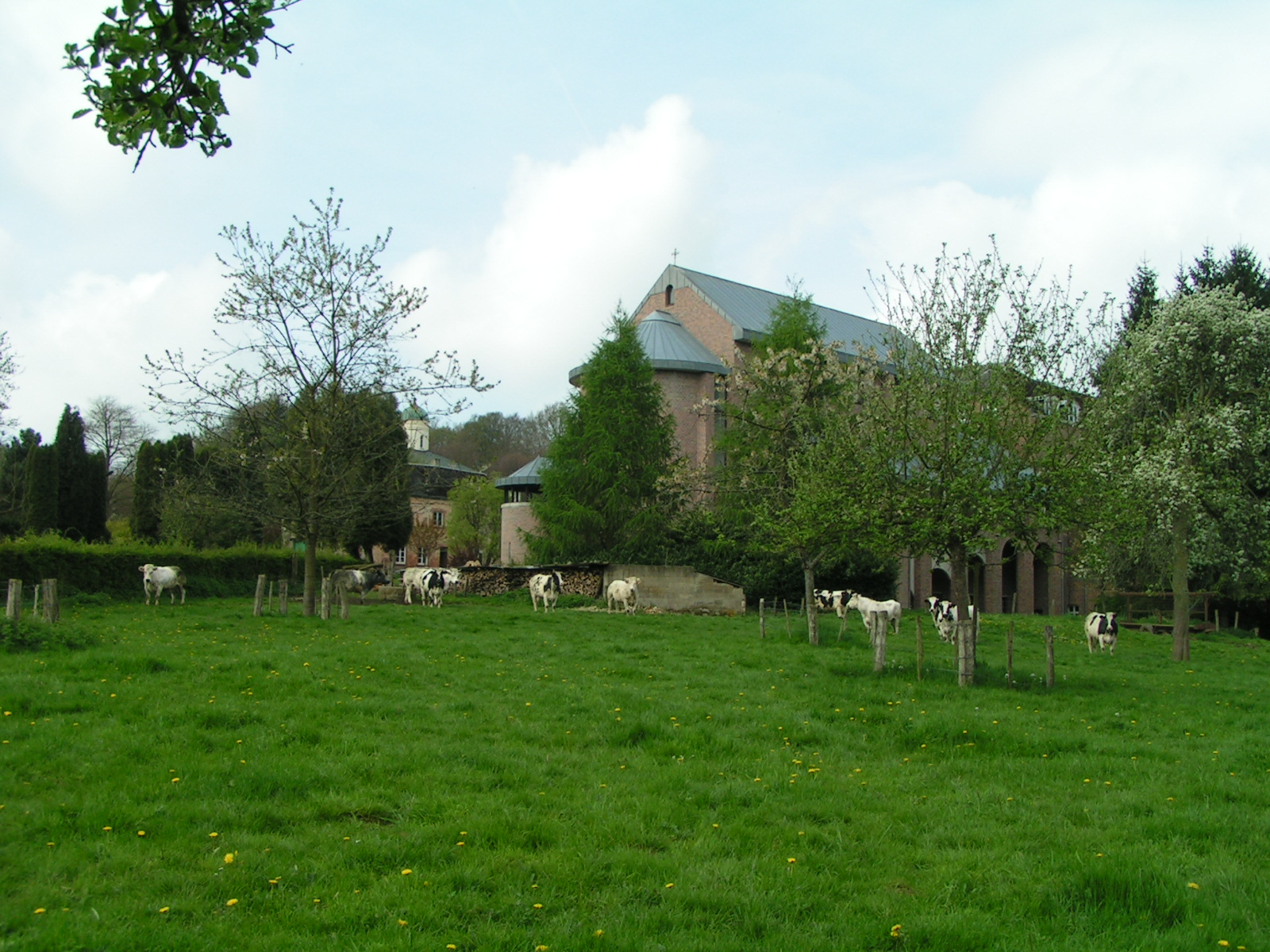
Biserica de rit latin

Mănăstirea Înălțării Sfintei Cruci din Chevetogne (în franceză Monastère de l'Exaltation de la Sainte Croix de Chevetogne) este o mănăstire benedictină de rit bizantin și de rit latin. Așezământul se află în satul Chevetogne din Belgia, situat la aproximativ egală distanță între orașele Luxemburg și Bruxelles.

## Istoric
Mănăstirea a fost înființată în anul 1925 de Lambert Beauduin (1873-1960), căruia îi venise ideea fondării unei asemenea mănăstiri în urma participării sale la curentul de reînnoire liturgică din Belgia.
Ocazia s-a ivit odată cu publicarea, de către papa Pius al XI-lea, a scrisorii Equidem Verba (1924), scrisoare în care acesta a atras atenția primatului ordinului benedictin în chestiunea unității creștinilor. Astfel, în luna decembrie a anului 1925 Părintele Beauduin se instalează cu câțiva frați la Amay-sur-Meuse (dieceza de Liège), de unde comunitatea s-a mutat la Chevetogne (dieceza de Namur) în 1939.
La 11 decembrie 1990 mănăstirea din Chevetogne a fost ridicată la rangul de abație.
În anul 1926 a început publicarea revistei Irénikon, consacrată căutării unității între bisericile creștine. Primul număr al revistei a apărut în aprilie 1926, cu apariție trimestrială, până în prezent.
Mănăstirea are o editură care a publicat, între altele, traduceri ale cărților de cult bizantine în limba franceză. Editura organizează colocvii teologice încă din anul 1942.
Activitatea comunității de la Chevetogne a contribuit la evoluția atitudinii Bisericii Catolice în favoarea ecumenismului (căutare a unității între biserici printr-un dialog sincer, onest și pe picior de egalitate), care a devenit crezul Conciliului Vatican II (1962-1965).

## Mănăstirea
Castelul, care reprezintă clădirea principală a mănăstirii, a fost construit la mijlocul secolului al XIX-lea de către Charles Delvaux de Fenffe, stăpânul domeniului Chevetogne. Începând cu anul 1903  castelul a fost ocupat de călugării benedictini de la Ligugé, care fuseseră exilați din Franța în urma legilor anticoncregaționiste de la sfârșitul secolului XIX. Aceștia l-au cumpărat, au făcut câteva amenajări și au locuit aici până în 1923, când s-au putut reîntoarce în Franța. Tot ei au construit și Casa Betania (Maison de Béthanie), la 500 m de mănăstire, pentru a putea primi pelerinii și închinătorii.
După plecarea lor, castelul a fost închiriat câțiva ani unor particulari, iar între 1932 și 1938 a fost din nou loc de refugiu, de data aceasta pentru iezuiții refugiați din a Doua Republică Spaniolă.
Din iunie 1939 călugării de la Amay-sur-Meuse s-au instalat aici, formând comunitatea de astăzi.

## Bisericile mănăstirii
În afară de capela din incinta mănăstirii, la fiecare din cele două extermități ale castelului a fost ridicată câte o biserică: la sud o biserică bizantină, iar la nord o biserică latină.

### Biserica bizantină
Biserica bizantină, cu hramul Înălțarea Sfintei Cruci, situată în partea de sud a mănăstirii, a fost construită între 1955 și 1957.
Iconostasul bisericii este opera pictorului rus George Morozov (1900-1993). Frescele sunt opera a doi pictori greci, Rhallis Kopsidis și Ghiorghios Chochlidakis, care s-au inspirat, ca stil, din școlile iconografice macedoneană (secolele XI-XIV) și cretană (secolele XIV-XVII). Programul iconografic este cel tipic al epocii împăraților paleologi (secolele XIII-XIV). Iconostasul a fost decorat de o echipă de pictori conduși de L. Raffin, în stilul frescelor sârbești vechi.

### Biserica latină
Biserica latină a mănăstirii, dedicată Mântuitorului, situată în partea de nord a mănăstirii, a fost construită între 1981 și 1988. Ea se inspiră din planul bazilical (atrium, naos et altar).
Prima piatră la temelia bisericii provine de la Muntele Sion de la Ierusalim, și a fost pusă la 2 noiembrie 1981 de arhiepiscopul de Canterbury, Robert Runcie, și de cardinalul Godfried Danneels, arhiepiscop de Malines.
Biserica a fost sfințită la 11 mai 1996 de episcopul de Namur, André-Mutien Léonard, asistat de Ph. Baer, episcop emerit de Rotterdam.
Biserica este ornată cu două fresce de inspirație romană, datorate unuia din cei mai cunoscuți iconografi ruși contemporani, arhimandritul Zenon: una în atrium, reprezintă Ierusalimul ceresc, alta, în absida altarului, reprezintă pe Hristos în slavă (Maiestas Domini). Pe sol, în atrium, este figurat un labirint simbolizând căutarea lui Dumnezeu de către ființa umană.

## România și Chevetogne
Mai multe personalități din România au trecut pe la Mănăstirea Chevetogne și au arătat simpatie față de lucrarea ei în decursul timpului:

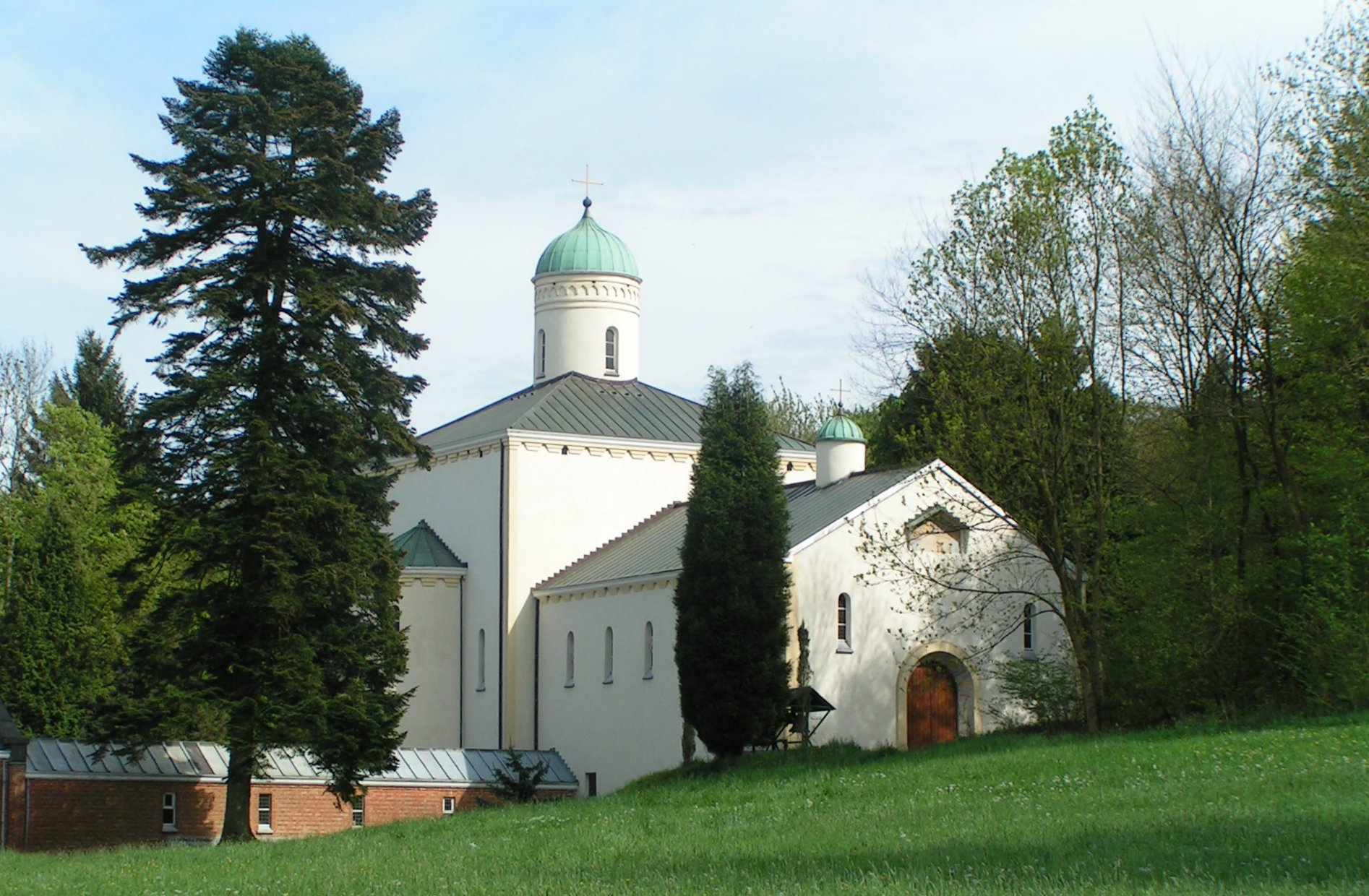
Biserica bizantină a mănăstirii

- Patriarhul Justinian Marina (care se pare că ar fi și lăsat mănăstirii un antimis semnat de el pentru a fi folosit în slujbele din biserica bizantină);
- Părintele Nicolae Steinhardt, scriitor și monah ortodox; prin anii 1960 a ținut prelegeri și conferințe la Chevetogne, iar în 1986 a publicat la editura mănăstirii volumul Vies des moines de Moldavie, traducere în franceză a unei selecții de vieți de monahi din Moldova din volumul Convorbiri duhovnicești, realizat de părintele Ioanichie Bălan;
- Arhimandritul Sofian Boghiu de la Mănăstirea Antim din București;
- Mitropolitul Serafim Joantă, al Mitropoliei Ortodoxe Române pentru Germania, Europa Centrală și de Nord;
- Mitropolitul Iosif Pop, al Mitropoliei Ortodoxe Române a Europei Occidentale și Meridionale, cu sediul la Paris.